# Tour de l'horloge (Hong Kong)
La tour de l'horloge (尖沙咀鐘樓, Clock Tower) est un monument historique de Hong Kong situé dans le quartier de Tsim Sha Tsui à Kowloon. Dernier vestige de l'ancienne gare de Kowloon de la ligne Kowloon-Canton, elle porte le nom officiel d'« ancienne tour de l'horloge de la ligne Kowloon-Canton » (前九廣鐵路鐘樓, Former Kowloon-Canton Railway Clock Tower) mais est généralement désignée comme la « tour de l'horloge de Tsim Sha Tsui » (尖沙咀鐘樓, Tsim Sha Tsui Clock Tower ).
Construite en briques rouges et en granite, elle culmine à 44 mètres et est surmontée d'un paratonnerre de 7 mètres. Son sommet peut être atteint par un escalier en bois à l'intérieur dont la visite est possible. Située face à Victoria Harbour sur Salisbury Road (en), elle se trouve aux côtés du centre culturel de Hong Kong, de la statue The Flying Frenchman, de la jetée publique de Kowloon, du musée de l'espace de Hong Kong, du musée d'art de Hong Kong, de la jetée de la Star Ferry, et de l'ancien siège de la police maritime.
La tour est classée comme monument déclaré depuis 1990.

## Histoire
Le plan de la ligne ferroviaire Kowloon-Canton est réalisé en 1904 avec une gare de terminus à Tsim Sha Tsui. La conception de ce terminus est attribuée à l'architecte Arthur Benison Hubback (en) en raison, en partie, de son expérience sur des projets similaires dans les Établissements des détroits en Malaisie britannique. La ligne Kowloon-Canton est inaugurée le 1er octobre 1910 mais la construction de la gare ne commence qu'en 1913. Une gare temporaire est utilisée pendant qu'un meilleur site pour l'emplacement de la gare définitive est déterminé, et que les travaux sur les digues et la formation d'un terre-plein sont menés à terme. Le déclenchement de la Première Guerre mondiale entraîne également un retard dans la livraison des matériaux nécessaires au bâtiment et la construction est interrompue pendant un certain temps. Une partie de la gare, dont la tour de l'horloge, est achevée en 1915, et toute la gare entre finalement en service le 28 mars 1916.
La tour de l'horloge réutilise l'horloge d'une ancienne tour de Pedder Street (en), maintenant démolie. Cependant, un seul côté de la nouvelle tour ont une horloge, et ce n'est qu'en 1920 que les trois côtés restants en ont une chacun. Elles commencent à fonctionner le 22 mars 1921 dans l'après-midi, et fonctionnent depuis sans interruption, hormis pendant l'occupation japonaise de Hong Kong de 1941 à 1945. Pendant la bataille de Hong Kong qui précède l'occupation, le bâtiment de la tour de l'horloge subit des dommages dont les traces sont encore visibles de nos jours.
En 1975, la gare de Kowloon est déplacée à l'actuelle station de métro de Hung Hom sur le nouveau terre-plein de la baie de Hung Hom (en). Le bâtiment de la gare est démoli en 1977 malgré les protestations et les pétitions de la société du patrimoine et d'autres groupes de pression. Cependant, à titre de compromis, il est décidé que la tour de l'horloge devait être préservée, et elle se trouve maintenant aux côtés du musée de l'espace de Hong Kong, du musée d'art de Hong Kong et du centre culturel de Hong Kong, tous construits sur l'ancien site de la gare.
La cloche de la tour de l'horloge est exposée à la station de métro de Sha Tin du milieu des années 1980 à 1995 puis est transférée au siège de la ligne Kowloon-Canton à Fo Tan (en) de 1995 au début des années 2000. Enfin, le gouvernement de Hong Kong replace la cloche à l'intérieur de la tour de l'horloge en 2010.

## Galerie

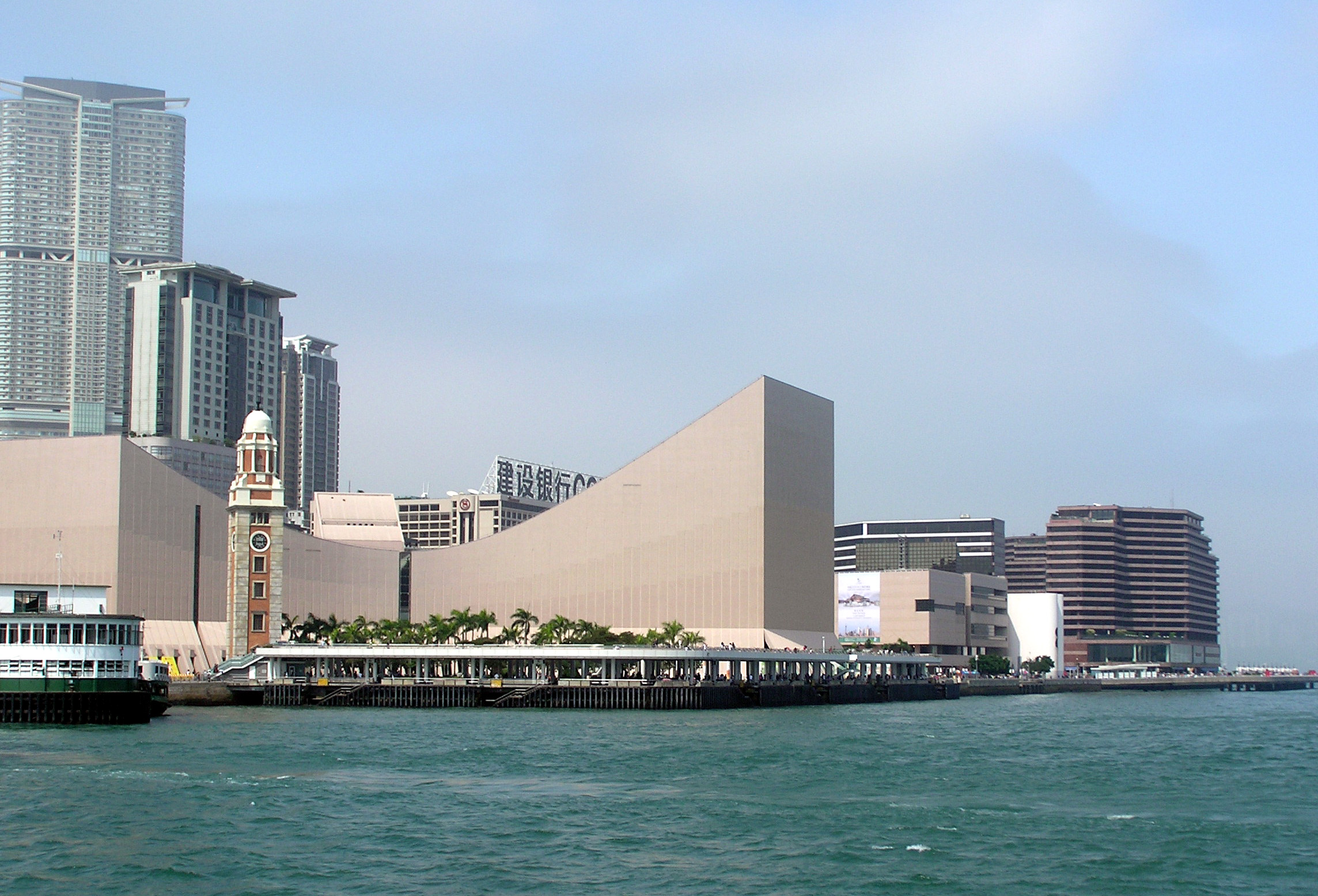
La tour de l'horloge et ses environs vers 2010.
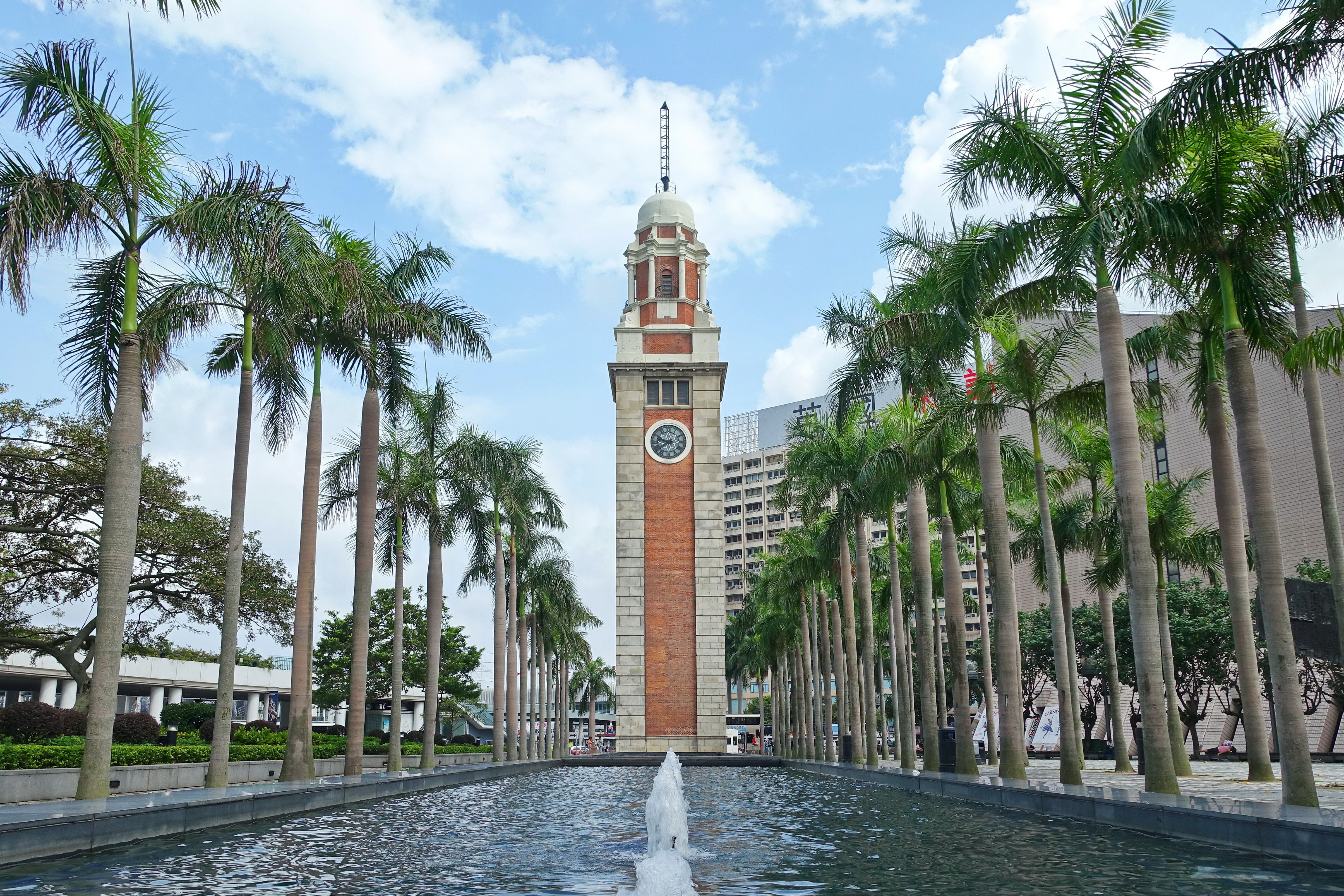
La tour de l'horloge et le jardin de la fontaine adjacent.
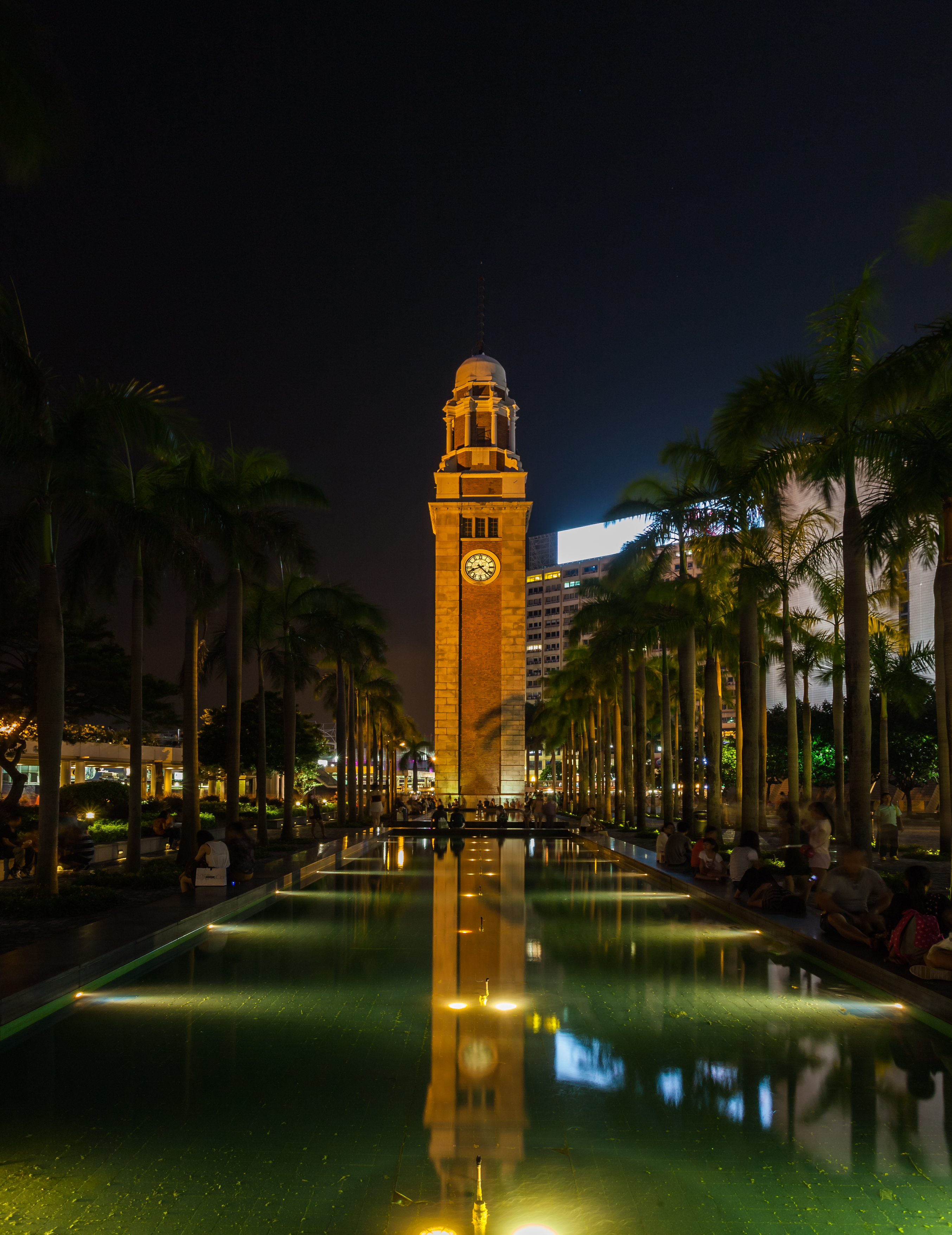
La tour de l'horloge en 2013.
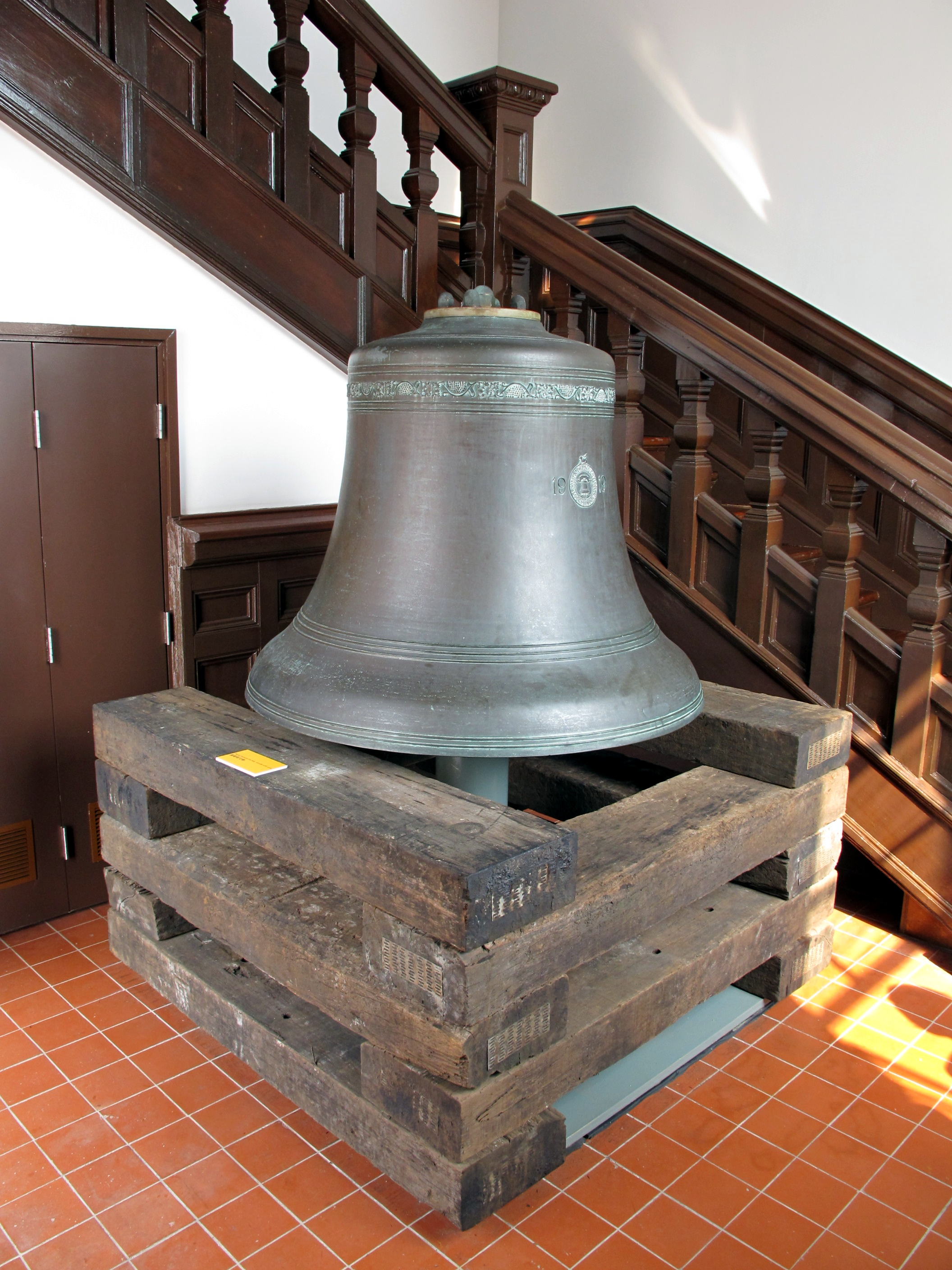
La cloche est maintenant exposée à l'intérieur de la tour de l'horloge.
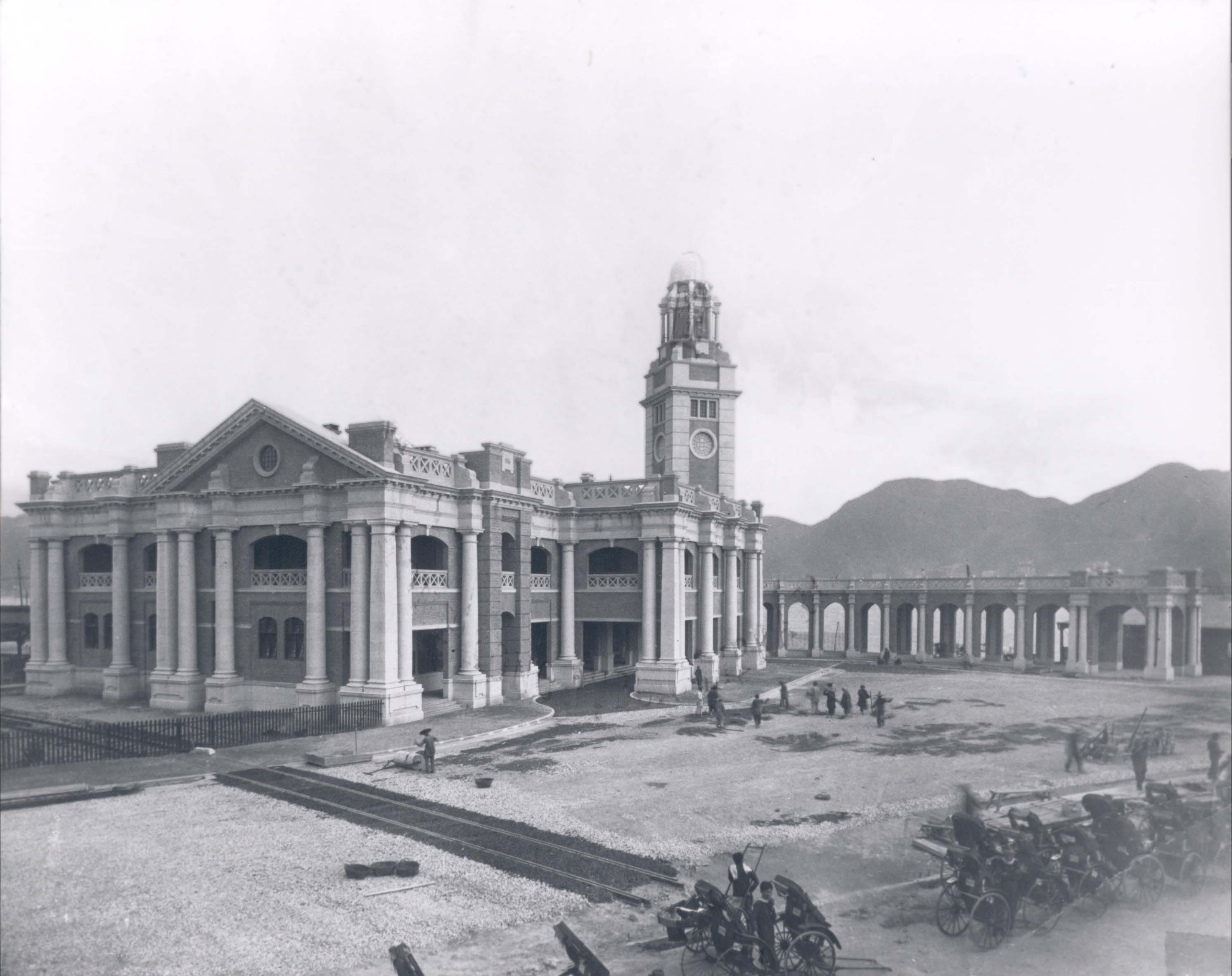
La gare de Kowloon et la tour de l'horloge en 1914.
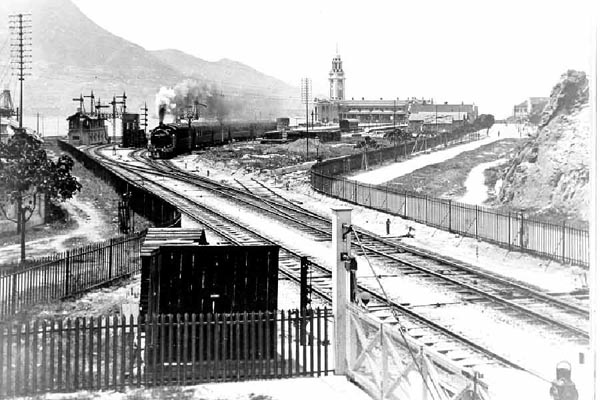
La gare de Tsim Sha Tsui de la ligne Kowloon-Canton en 1916.
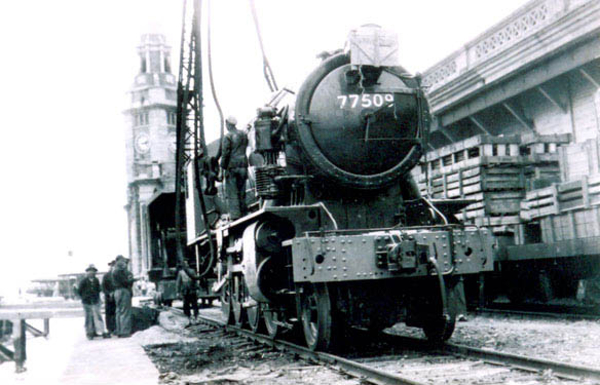
Une ancienne locomotive WD Austerity 2-8-0 de l'armée britannique livrée à Hong Kong en 1947 pour la section britannique de la ligne Kowloon-Canton. La tour de l'horloge est visible en arrière-plan.